# Кошарка на Летњим олимпијским играма 1972.
Кошаркашки турнир на Летњим олимпијским играма одржаним 1972. године је осми по реду званични кошаркашки турнир на Олимпијским играма. Турнир је одржан у Минхену, Немачка. На турниру је учествовало укупно 16 репрезентација и одиграно је укупно 70 утакмице. Распоредом је било предвиђено да се одигра 72 утакмице али се после утакмица по групама репрезентација Египта повукла са такмичења. Разлог томе су био терористички чин који се одиграо у олимпијском селу који је постао познат под именом „Минхенски масакр“.

## Југославија
Југославији је ово било четврто учешће на кошаркашком олимпијском турниру.
У конкуренцији 16 земаља које су учествовале на олимпијском кошаркашком турниру, Југославија је заузела пето место. Југославија је играла у групи Б где је заузела треће место и квалификовала се у полуфинале. У полуфиналној рунди репрезентација Југославије је победила репрезентацију чехословачке са три коша разлике и тиме се пласирала у финалну рунду. У финалној рунди Југославија се састала са Порториком и та победа је обезбедила пето место у укупном пласману. Репрезентација Југославије је на девет утакмица остварила седам победа и доживела два пораза, постигла 734 кошева а примила 557. Просек постигнутих кошева Југославије је био 81,55 по утакмици према 61,88 примљених и позитивна кош разлика од 177 кошева..
Ове игре и кошаркашки турнир, за Југославију, је обележио и преседан да спортиста у знак протеста напусти турнир. Један од чланова репрезентације, Љубодраг Симоновић, је у знак протеста и неслагања око контроверзне утакмице у квалификационој рунди Југославије против Порторика, где је и доказано да су неки порторикански кошаркаши се користили недозвољеним допингом, и коначне одлуке комитета да се резултат утакмице не промени, то јест да остане победа Порторика, напустио олимпијско село и вратио се кући. Симоновић, један од најпопуларнијих и најбољих кошаркаша Југославије тог времена, је касније издао и неколико књига. Међу познатијим широј публици је и књига „Олимпијска подвала“, где говори о овим догађајима.

## Финална утакмица
Први пораз од 1936. после 63 победе доживела је и америчка кошаркашка репрезентација. У финалној утакмици против репрезентације СССР три секунде пре краја су имали су предност од једног коша – 50:49. Међутим, пошто је тренер СССР, Кондрашин, тражио тајм-аут часовник је враћен за три секунде и утакмица настављена. Једешко је је извео аут и дугим додавањем пронашао Александра Белова под кошем Американаца, а он је постигао победоносни кош – 51:50. Американци су узалуд протестовали, њихова званична жалба је одбијена, па су одбили да приме сребрне медаље.
Контроверзе које су се десиле у неколико задњих секунди утакмице, при водству екипе САД 50-49,: прво је време истекло током пређашњег коша (слободних бацања) САД али је кош признат и преостале време помакнуто на 1 секунду. Затим је време поновно истекло у покушају напада екипе СССР-а и Американци су већ славили победу. Међутим, на жалбу Совјета
, поново су додане нове три секунде, у којима је Александер Белов успео убацити два поена и тиме донети победу свом тиму. Бројне нелогичности током неколико задњих секунди нису никад разјашњене, иако је МОК чврсто остао при одлуци да је утакмица регуларна.

## Земље учеснице турнира
Свакој репрезентацији је омогућено да има највише 12 играча. На турниру је укупно било 192 играча који су представљали 16 репрезентација учесница. На кошаркашком турниру је одиграно укупно 70 утакмице.
| - Аустралија - Бразил - Египат - Италија - Јапан - Југославија - Куба - Западна Немачка | - Порторико - Пољска - Сенегал - Сједињене Америчке Државе - Совјетски Савез - Филипини - Чехословачка - Шпанија |

## Резултати

### Група A
| Репрезентација            | Ута: | Поб: | Изг: | К+: | К-: | Бод: |       | Сједињене Америчке Државе | Куба   | Бразил | Чехословачка | Шпанија | Аустралија | Јапан  | Египат |
| Сједињене Америчке Државе | 7    | 7    | 0    | 542 | 312 | 14   |       | 67-48                     | 61-54  | 66-35  | 72-56        | 81-55   | 99-33      | 96-31  |        |
| Куба                      | 7    | 6    | 1    | 560 | 445 | 13   | 48-67 |                           | 64-63  | 77-65  | 74-53        | 84-70   | 108-63     | 105-64 |        |
| Бразил                    | 7    | 4    | 3    | 561 | 490 | 11   | 54-61 | 63-64                     |        | 83-82  | 72-69        | 69-75   | 110-55     | 110-84 |        |
| Чехословачка              | 7    | 4    | 3    | 493 | 489 | 11   | 35-66 | 65-77                     | 82-83  |        | 74-70        | 69-68   | 74-61      | 94-64  |        |
| Шпанија                   | 7    | 3    | 4    | 486 | 500 | 10   | 56-72 | 53-74                     | 69-72  | 70-74  |              | 79-74   | 87-76      | 72-58  |        |
| Аустралија                | 7    | 3    | 4    | 523 | 524 | 10   | 55-81 | 70-84                     | 75-69  | 68-69  | 74-79        |         | 92-76      | 89-66  |        |
| Јапан                     | 7    | 1    | 6    | 442 | 643 | 8    | 33-99 | 63-108                    | 55-110 | 61-74  | 76-87        | 76-92   |            | 78-73  |        |
| Египат                    | 7    | 0    | 7    | 440 | 644 | 7    | 31-96 | 64-105                    | 84-110 | 64-94  | 58-72        | 66-89   | 73-78      |        |        |

### Група Б
| Репрезентација  | Ута: | Поб: | Изг: | К+: | К-: | Бод: |        | Совјетски Савез | Италија | Социјалистичка Федеративна Република Југославија | Порторико | Западна Немачка | Пољска | Филипини | Сенегал |
| Совјетски Савез | 7    | 7    | 0    | 639 | 479 | 14   |        | 79-66           | 74-67   | 100-87                                           | 87-63     | 94-64           | 111-80 | 94-52    |         |
| Италија         | 7    | 5    | 2    | 547 | 471 | 12   | 66-79  |                 | 78-85   | 71-54                                            | 68-57     | 71-59           | 101-81 | 92-56    |         |
| Југославија     | 7    | 5    | 2    | 582 | 484 | 12   | 67-74  | 85-78           |         | 74-79                                            | 81-56     | 85-64           | 117-76 | 73-57    |         |
| Порторико       | 7    | 5    | 2    | 570 | 531 | 12   | 87-100 | 54-71           | 79-74   |                                                  | 81-74     | 85-83           | 92-72  | 92-57    |         |
| Западна Немачка | 7    | 3    | 4    | 482 | 518 | 10   | 63-87  | 57-68           | 56-81   | 74-81                                            |           | 67-65           | 93-74  | 72-62    |         |
| Пољска          | 7    | 2    | 5    | 520 | 536 | 9    | 64-94  | 59-71           | 64-85   | 83-85                                            | 65-67     |                 | 90-75  | 95-79    |         |
| Филипини        | 7    | 1    | 6    | 526 | 666 | 8    | 80-111 | 81-101          | 76-117  | 72-92                                            | 74-93     | 75-90           |        | 68-62    |         |
| Сенегал         | 7    | 0    | 7    | 405 | 586 | 7    | 52-94  | 56-92           | 57-73   | 57-92                                            | 62-72     | 59-95           | 62-68  |          |         |

#### Класификациона рунда за 13. - 16. место
| Датум        | Репрезентација | Резултат        | Репрезентација |
| ------------ | -------------- | --------------- | -------------- |
| 5. септембар | Филипини       | 2-0 (без борбе) | Египат         |
| 6. септембар | Јапан          | 70-67           | Сенегал        |

#### Класификациона рунда за 9. - 12. место
| Датум        | Репрезентација  | Резултат | Репрезентација |
| ------------ | --------------- | -------- | -------------- |
| 5. септембар | Западна Немачка | 69-70    | Аустралија     |
| 6. септембар | Шпанија         | 76-87    | Пољска         |

#### Класификациона рунда за 5. - 8. место
| Датум        | Репрезентација | Резултат | Репрезентација |
| ------------ | -------------- | -------- | -------------- |
| 7. септембар | Чехословачка   | 63-66    | Југославија    |
| 7. септембар | Порторико      | 87-83    | Бразил         |

#### Класификациона утакмица за 15. - 16. место
| Датум        | Репрезентација | Резултат        | Репрезентација |
| ------------ | -------------- | --------------- | -------------- |
| 8. септембар | Сенегал        | 2-0 (без борбе) | Египат         |

#### Класификациона утакмица за 13. - 14. место
| Датум        | Репрезентација | Резултат | Репрезентација |
| ------------ | -------------- | -------- | -------------- |
| 8. септембар | Филипини       | 82-73    | Јапан          |

#### Класификациона утакмица за 11. - 12. место
| Датум        | Репрезентација  | Резултат | Репрезентација |
| ------------ | --------------- | -------- | -------------- |
| 8. септембар | Западна Немачка | 83-84    | Шпанија        |

#### Класификациона утакмица за 9. - 10. место
| Датум        | Репрезентација | Резултат | Репрезентација |
| ------------ | -------------- | -------- | -------------- |
| 9. септембар | Аустралија     | 91-83    | Пољска         |

#### Класификациона утакмица за 7. - 8. место
| Датум        | Репрезентација | Резултат | Репрезентација |
| ------------ | -------------- | -------- | -------------- |
| 8. септембар | Чехословачка   | 69-87    | Бразил         |

#### Класификациона утакмица за 5. - 6. место
| Датум        | Репрезентација | Резултат | Репрезентација |
| ------------ | -------------- | -------- | -------------- |
| 9. септембар | Југославија    | 86-70    | Порторико      |

## Медаље
| 2. место САД | · Олимпијски шампион · Совјетски Савез · 1. титула | · 3. место · Куба · |

## Коначан пласман
1. Совјетски Савез (9-0)
2. Сједињене Америчке Државе (8-1)
3. Куба (7-2)
4. Италија (5-4)
5. Југославија (7-2)
6. Порторико (6-3)
7. Бразил (5-4)
8. Чехословачка (4-5)
9. Аустралија (5-4)
10. Пољска (3-6)
11. Шпанија (4-5)
12. Западна Немачка (3-6)
13. Филипини (3-6)
14. Јапан (2-7)
15. Сенегал (0-8)
16. Египат (0-8)